# 天樽三
雙子座ω，又名BD+24 1502，HD 52497、SAO 78999、HR 2630，是雙子座的一颗恒星，视星等为5.18，位于銀經192.18，銀緯13.06，其B1900.0坐标为赤經6h 56m 19.2s，赤緯+24° 13.06′ 29″。